# Pluteus salicinus
Pluteus salicinus (Christian Hendrik Persoon, 1798 ex Paul Kummer, 1871) din încrengătura Basidiomycota, în familia Pluteaceae și de genul Pluteus, este o  specie saprofită de ciuperci comestibile, dar consumată crud sau uscat otrăvitoare cu efecte psihedelice, denumită în popor păstrăv de salcie. Buretele foarte frecvent se poate găsi în România, Basarabia și Bucovina de Nord, crescând solitar sau în grupuri cu puține exemplare, în păduri de foioase, descompunând trunchiuri și ramuri de lemn mort în primul rând de salcie, dar și de fag sau arin, uneori și pe mici fragmente de lemn ascunse sub sol. Apare de la deal la munte, din aprilie până în noiembrie.

## Taxonomie
Numele binomial a fost determinat drept Agaricus salicinus de renumitul savant bur Christian Hendrik Persoon în volumul 1 al lucrării sale Icones et Descriptiones Fungorum Minus Cognitorum din 1798 și transferat corect la genul Pluteus sub păstrarea epitetului de micologul german Paul Kummer, de verificat în opera sa principală Der Führer in die Pilzkunde - Anleitung zum methodischen, leichten und sicheren Bestimmen der in Deutschland vorkommenden Pilze mit Ausnahme der Schimmel- und allzu winzigen Schleim- und Kern-Pilzchen din 1871. Acest taxon este numele curent valabil până în prezent (2020).
Taxonul Rhodosporus salicinus creat de compatriotul lui Kummer Joseph Schröter în 1889 precum câteva variații descrise sunt acceptate sinonim, dar nefolosite și astfel neglijabile.

## Descriere
- Pălăria: este de mărime medie pentru ciuperci plin dezvoltate cu un diametru de aproximativ 4-8 (12) cm, inițial semisferică cu marginea răsfrântă spre picior apoi convexă, la sfârșitul maturizării aplatizată cu un gurgui lat și bine vizibil. Cuticula, la umezeală lucioasă și umedă, la vreme frumoasă mătăsoasă și fin radial-fibroasă, este de un colorit foarte variabil care poate fi: gri pal, cenușiu, gri-verzui, ocru-maroniu sau maro deschis.
- Lamelele:  sunt destul de subțiri care nu stau prea dens, slab ventriculare, neaderente la picior, cu muchi zimțate și lameluțe intercalate începând la margine, unde se ondulează la bătrânețe. Coloritul este inițial albicios până crem, apoi deschis brun-rozaliu.
- Piciorul: are o înălțime de 5-8 (10) cm și o lățime de 0,5-1,7 cm, este plin, deseori slab curbat precum ușor fibros și îngroșat la bază, străbătut de filamente albicioase fine longitudinale, fiind de culoare albă adesea cu nuanțe slab gălbuie, cu o strălucire spre verzui-albăstrui, uneori cu o tentă maroniu-verzuie (datorită psilocibinei). Este fără inel sau volvă și ușor de separat de pălărie.
- Carnea: este albă, destul de subțire și moale în pălărie, dar mai elastică și fibroasă în picior, mirosul fiind aproape imperceptibil de ridichi și gustul blând.[4][5]
- Caracteristici microscopice:  sporii netezi, ovoidali până lat elipsoidali, granulați pe dinăuntru au o mărime de 7 - 8,5 x 5 - 6 microni, coloritul pulberii lor fiind brun-roz până ruginiu. Basidiile cu 22-28 x 8-10 microni și 4 sterigme sunt clavate. Cheilocistidele (elemente sterile situate pe muchia lamelor) în formă de măciucă cu cârlige, măsoară 36-48 x 13-17 microni. Pleurocistidele (cistide situate în himenul de pe fețele lamelor) de 50-70 x 11-18 microni mai mari și cu pereți ușor îngroșați, sunt fusiforme, în formă de sticlă, cu precădere fără cârlige și despicate în vârf.[9]
- Reacții chimice: nu sunt cunoscute.[4][5]

Specia crește pe lemn mort. În cazul în care lemnul este îngropat în pământ, ar putea apărea impresia, că organismele fructifere crescură din el.

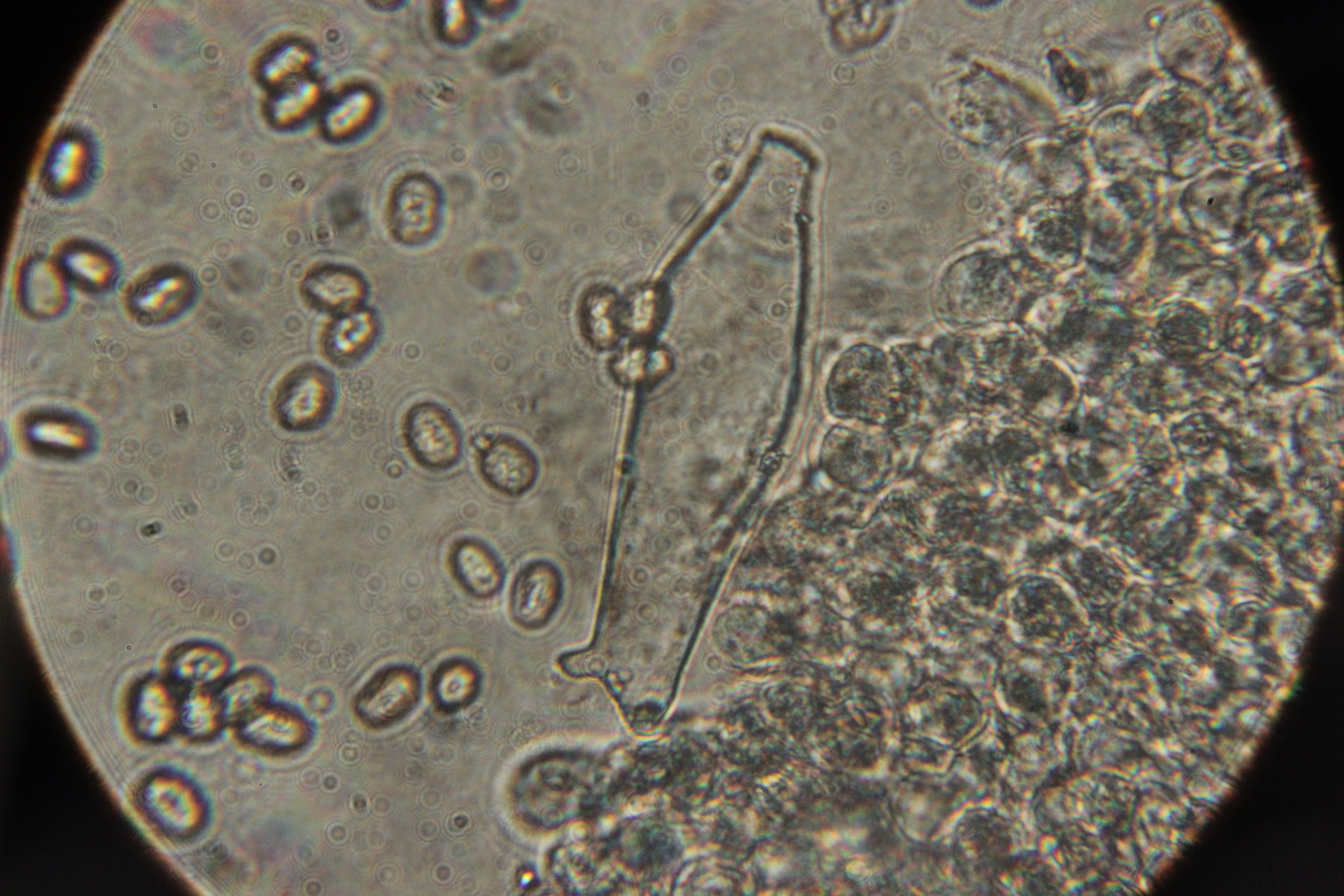
P. salicinus, spori și o cistidă
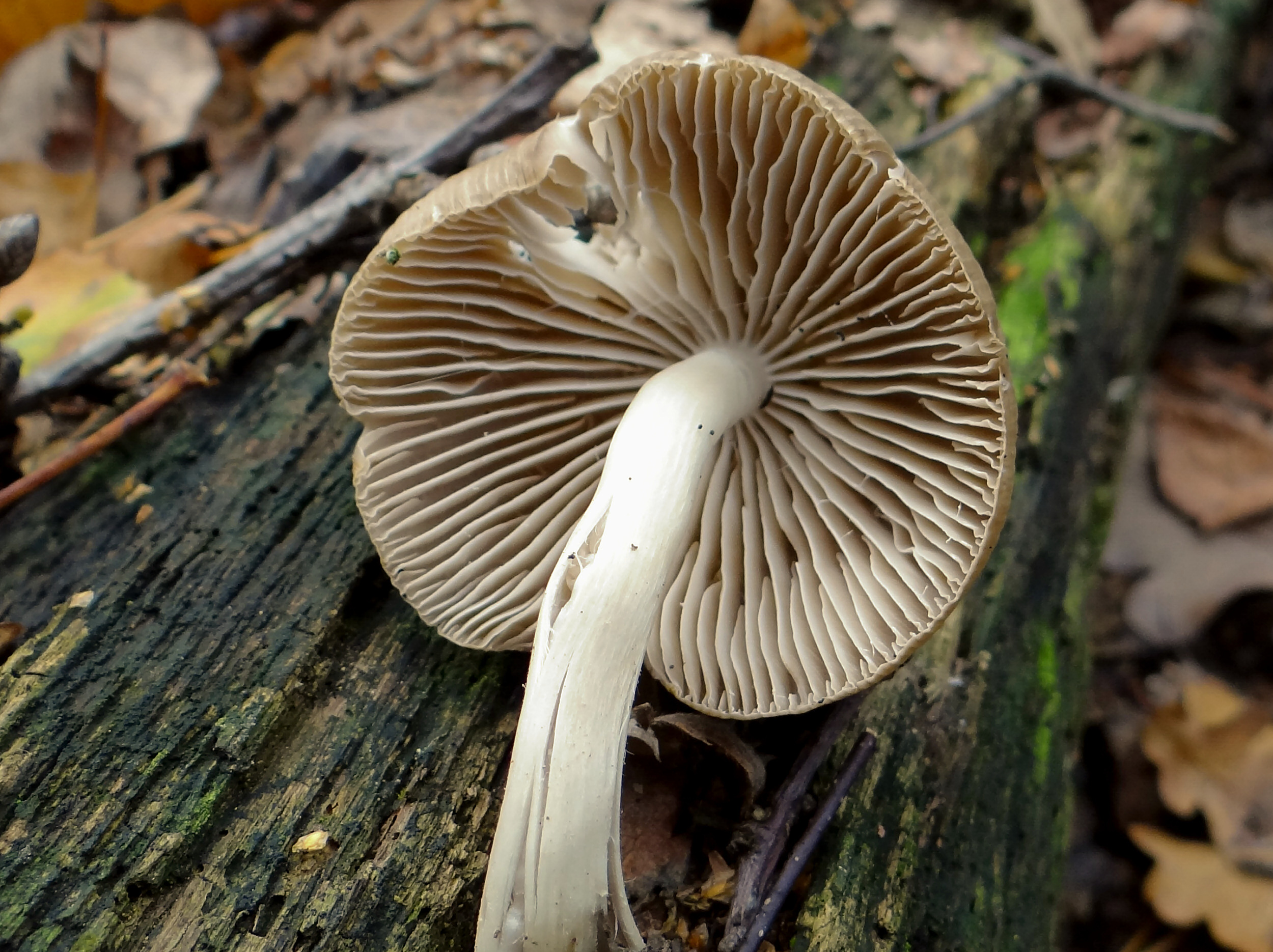
P. salicinus mai bătrân, lamele și picior
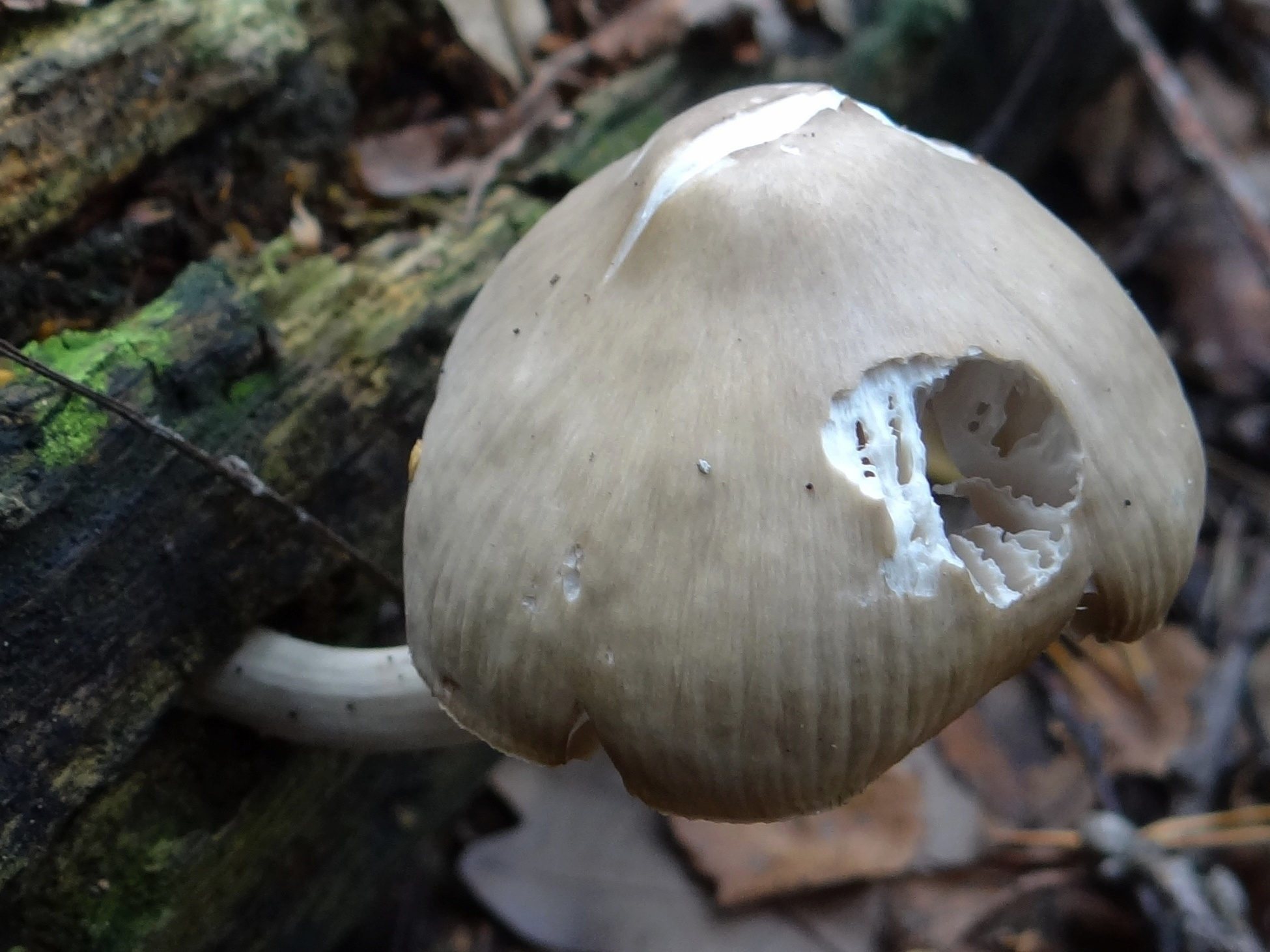
P. salicinus tânăr
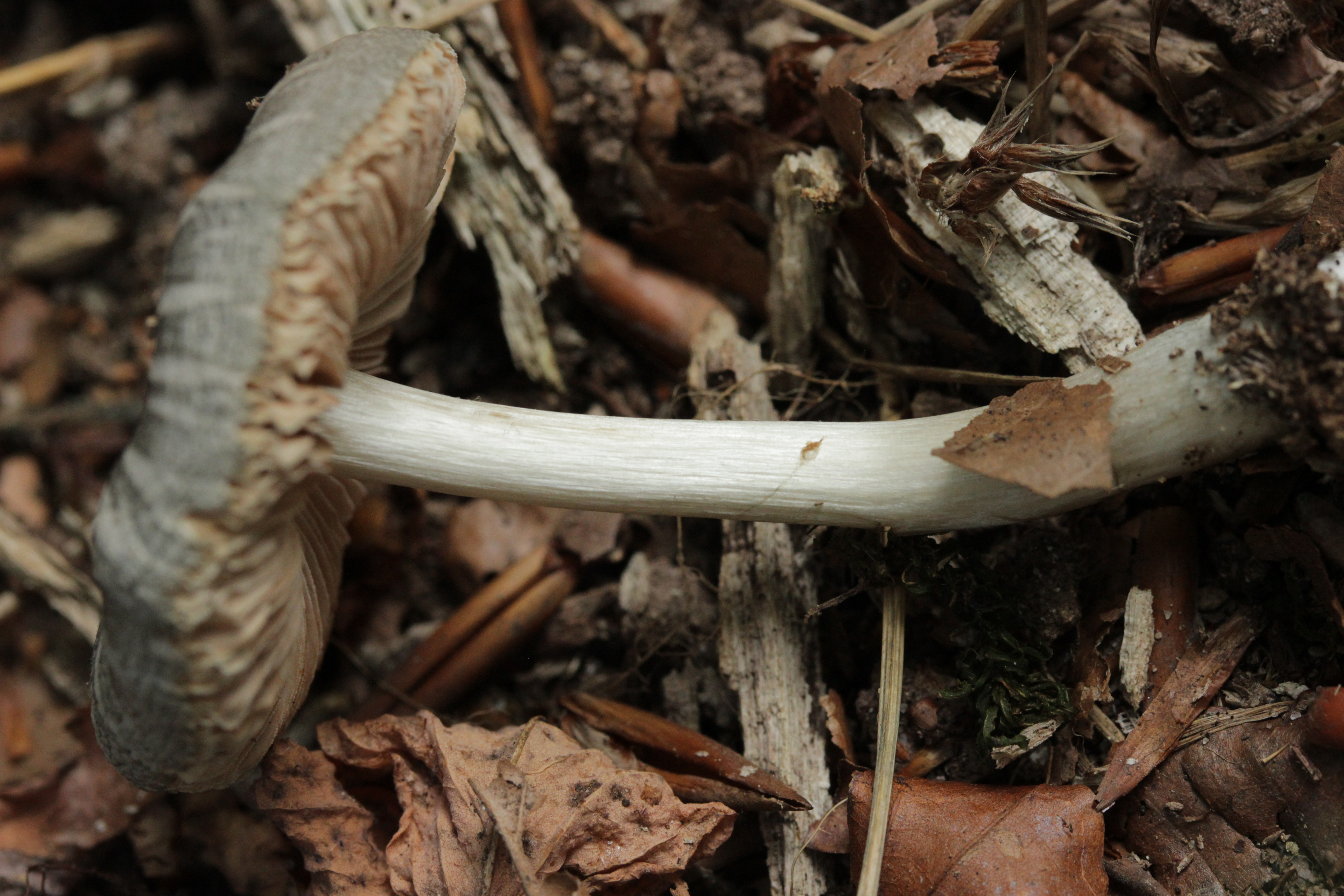
P. salicinus bătrân

## Confuzii
Pluteus salicinus poate fi confundat cu specii aceluiași gen care sunt comestibile, dar de valoare culinară scăzută (la unele piciorul fiind incomestibil pentru că prea fibros), de exemplu cu: Pluteus atromarginatus sin. Pluteus nigrofloccosus, Pluteus  bruneoradiatus, Pluteus cervinus, Pluteus cinereofuscus, Pluteus patricius, Pluteus petastatus Pluteus phlebophorus, Pluteus podospileus, Pluteus pouzarianus, Pluteus salicinus (crud sau uscat cu efecte psihedelice) sau Pluteus thomsonii, dar și cu Volvariella gloiocephala.

## Specii asemănătoare

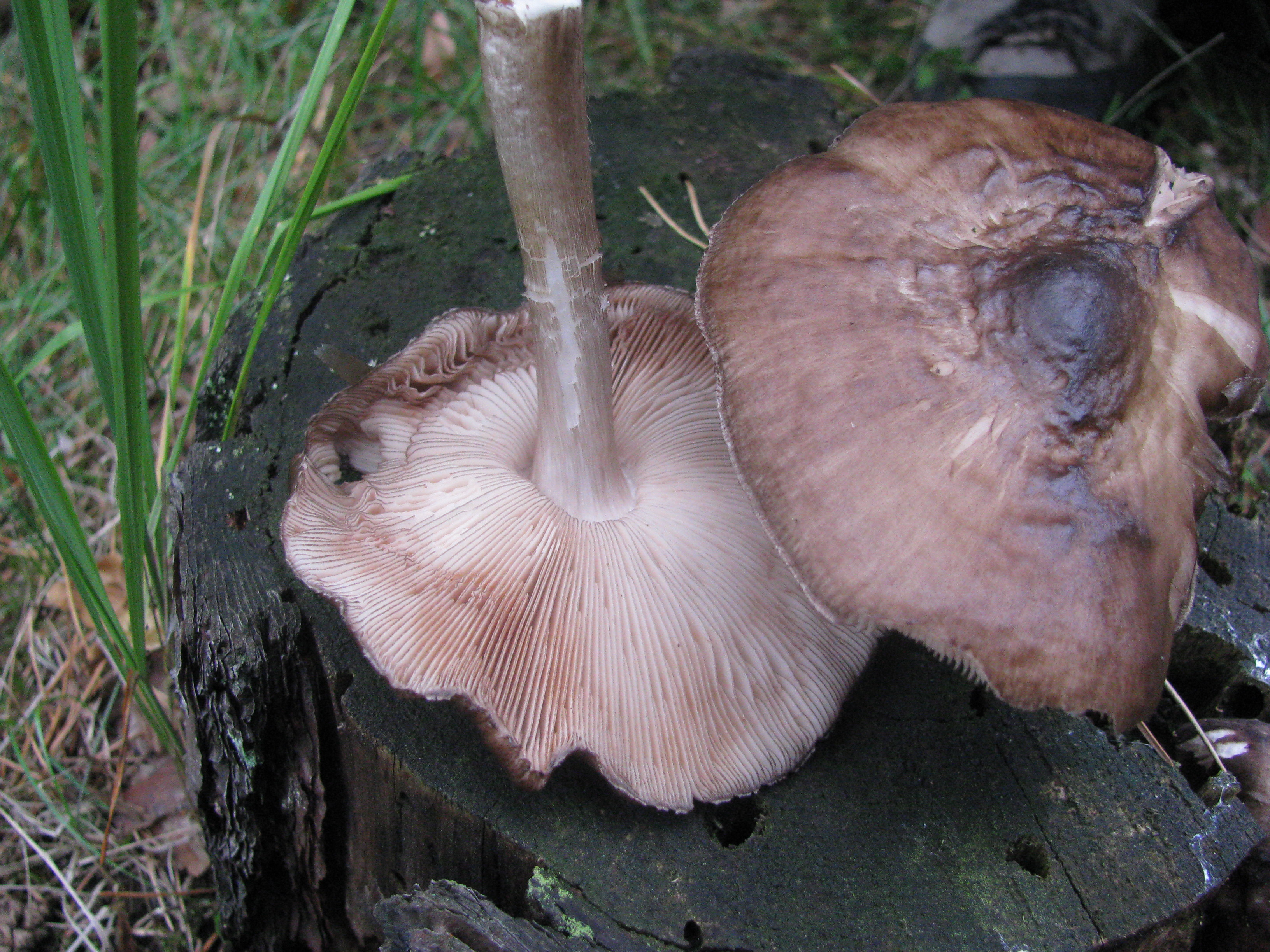
Pluteus atromarginatus
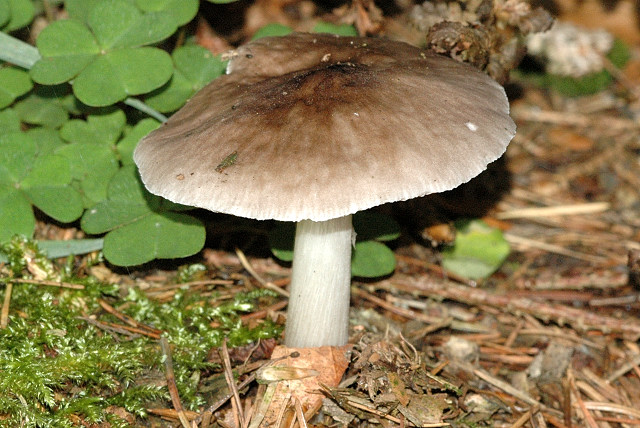
Pluteus bruneoradiatus
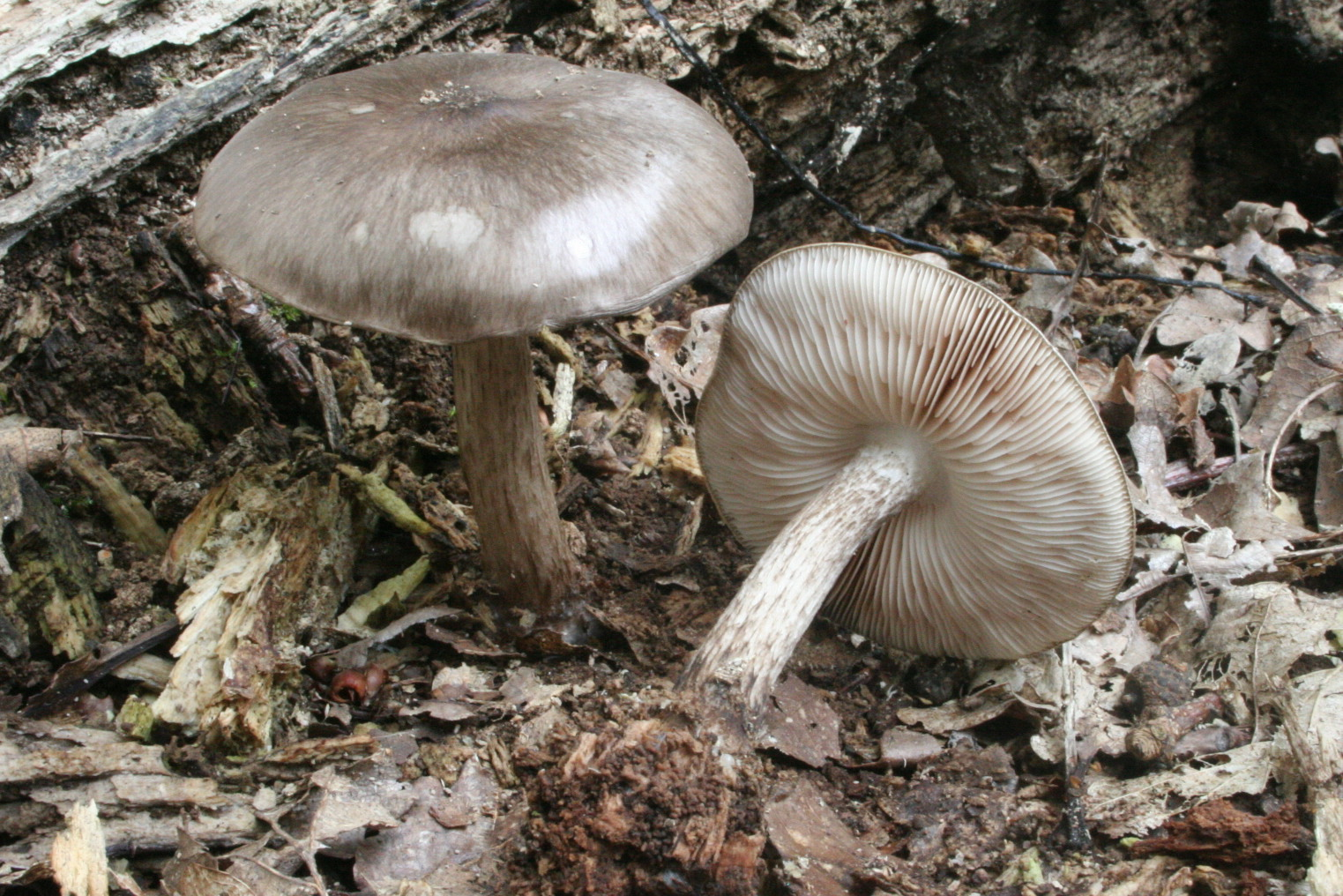
Pluteus cervinus
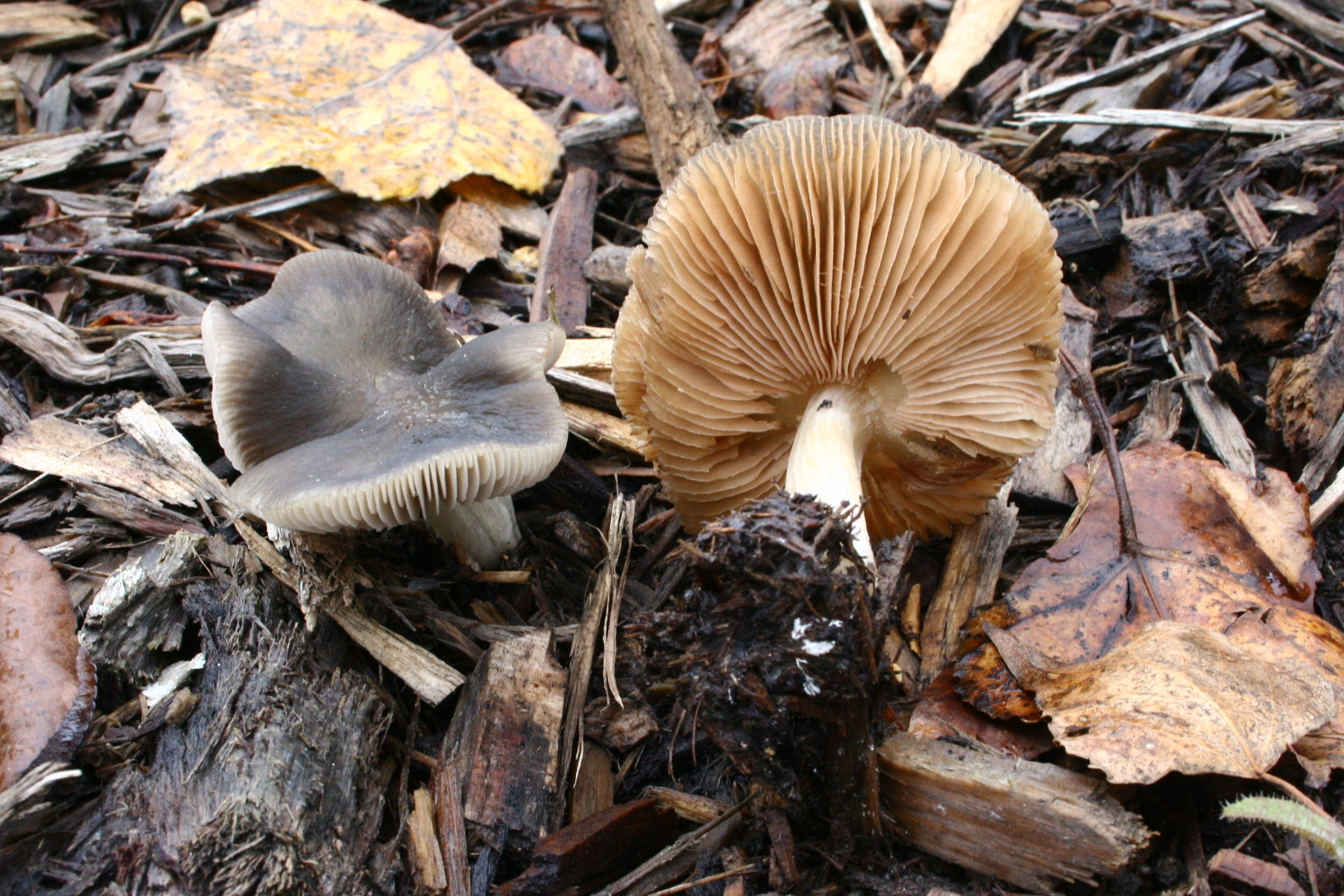
Pluteus cinereofuscus
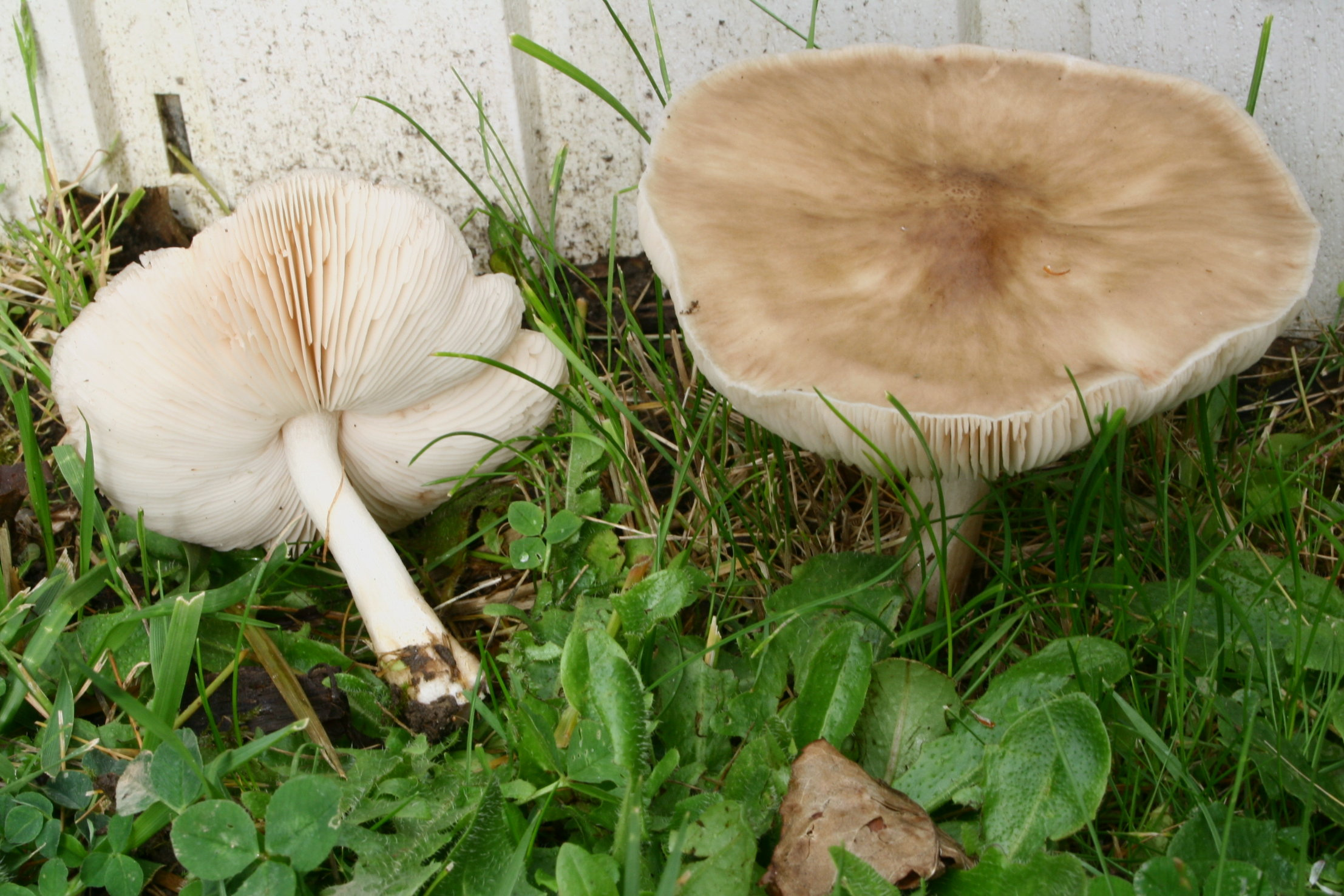
Pluteus petasatus
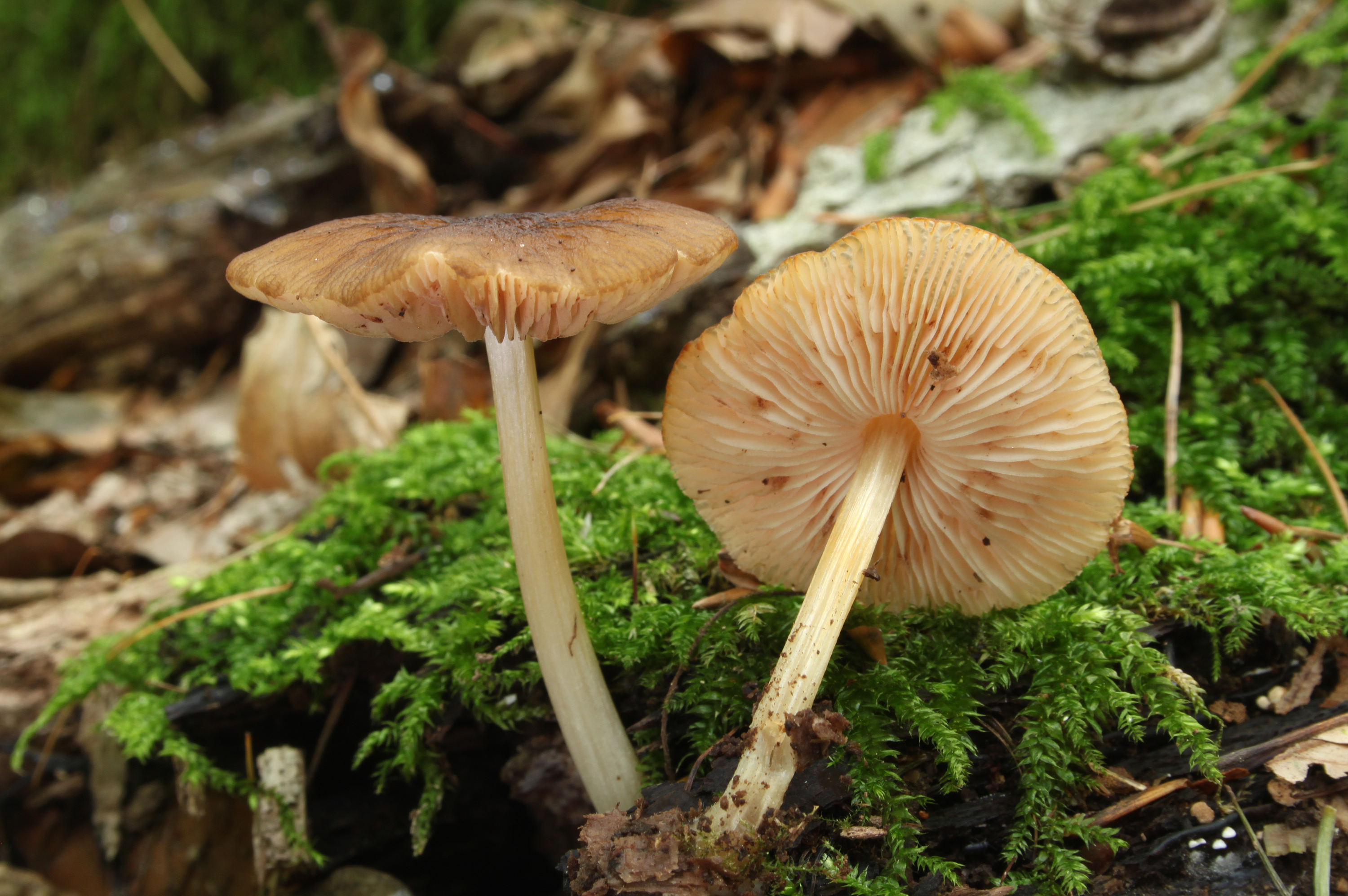
Pluteus phlebophorus
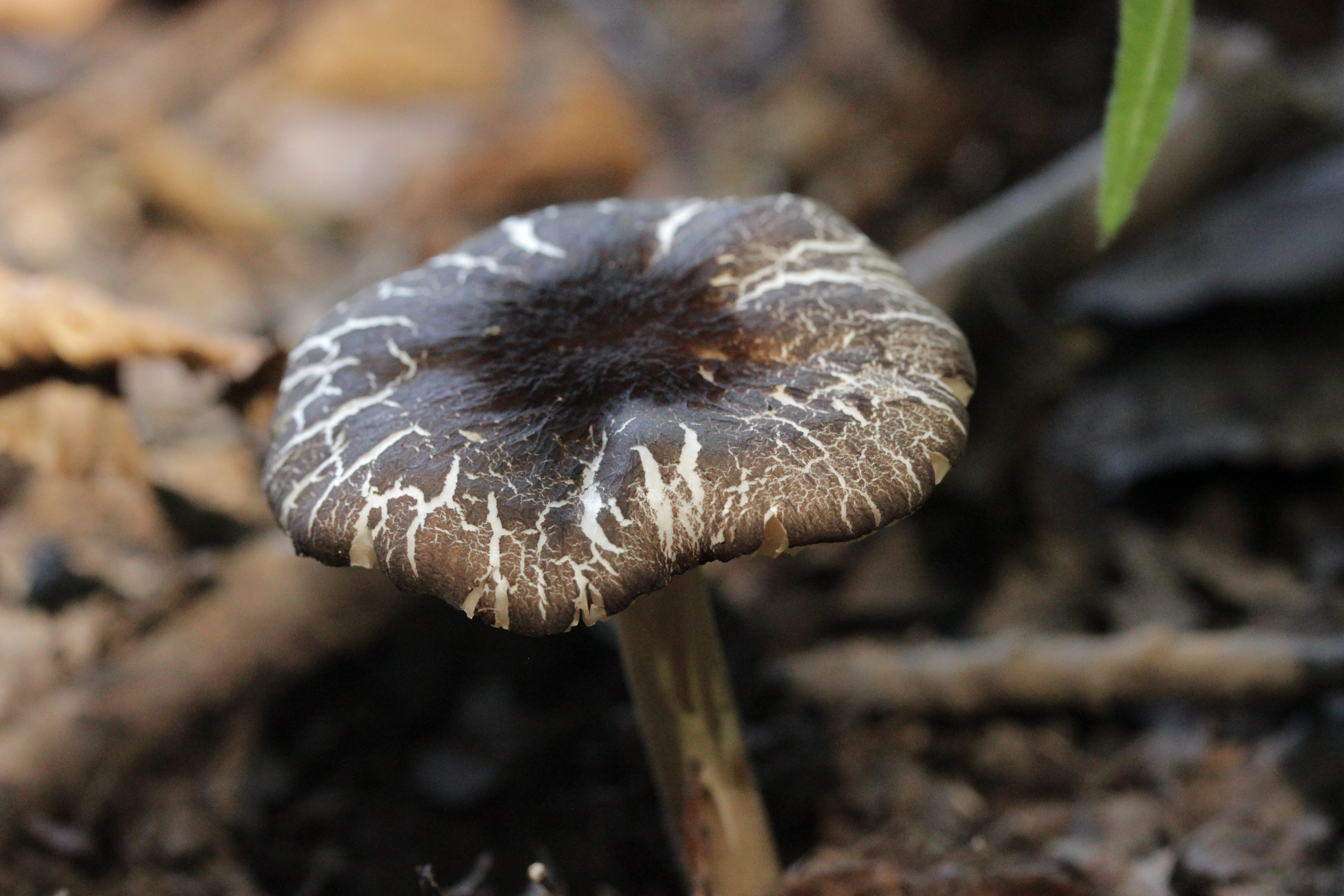
Pluteus podospileus
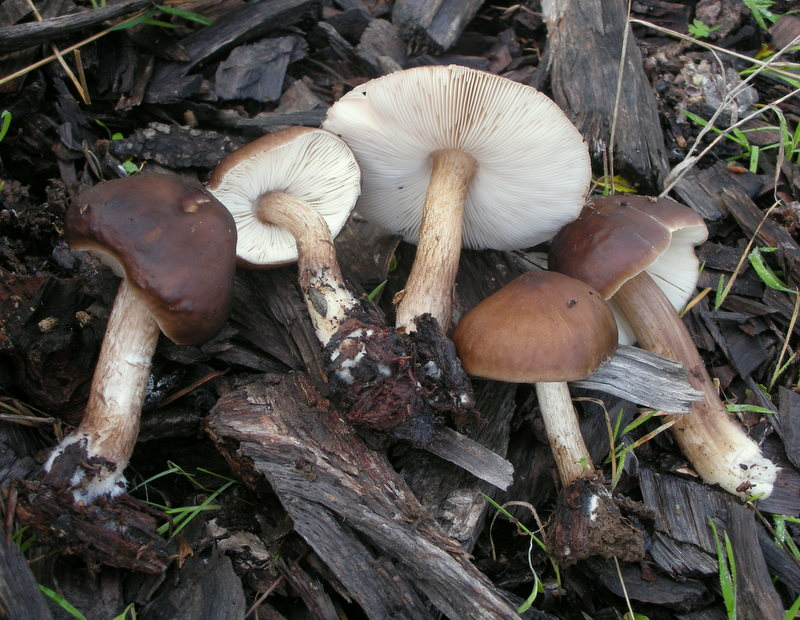
Pluteus pouzarianus
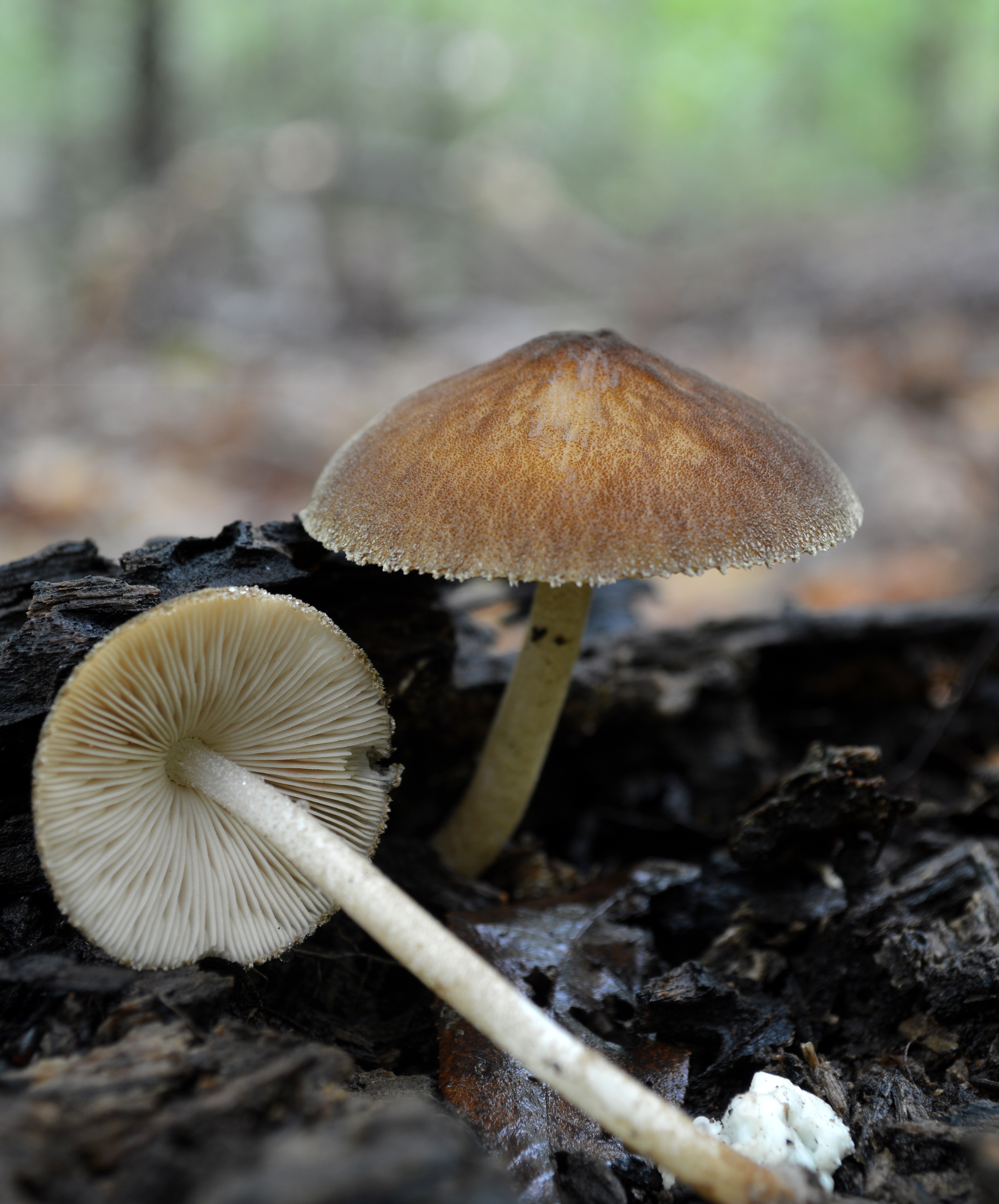
Pluteus thomsonii
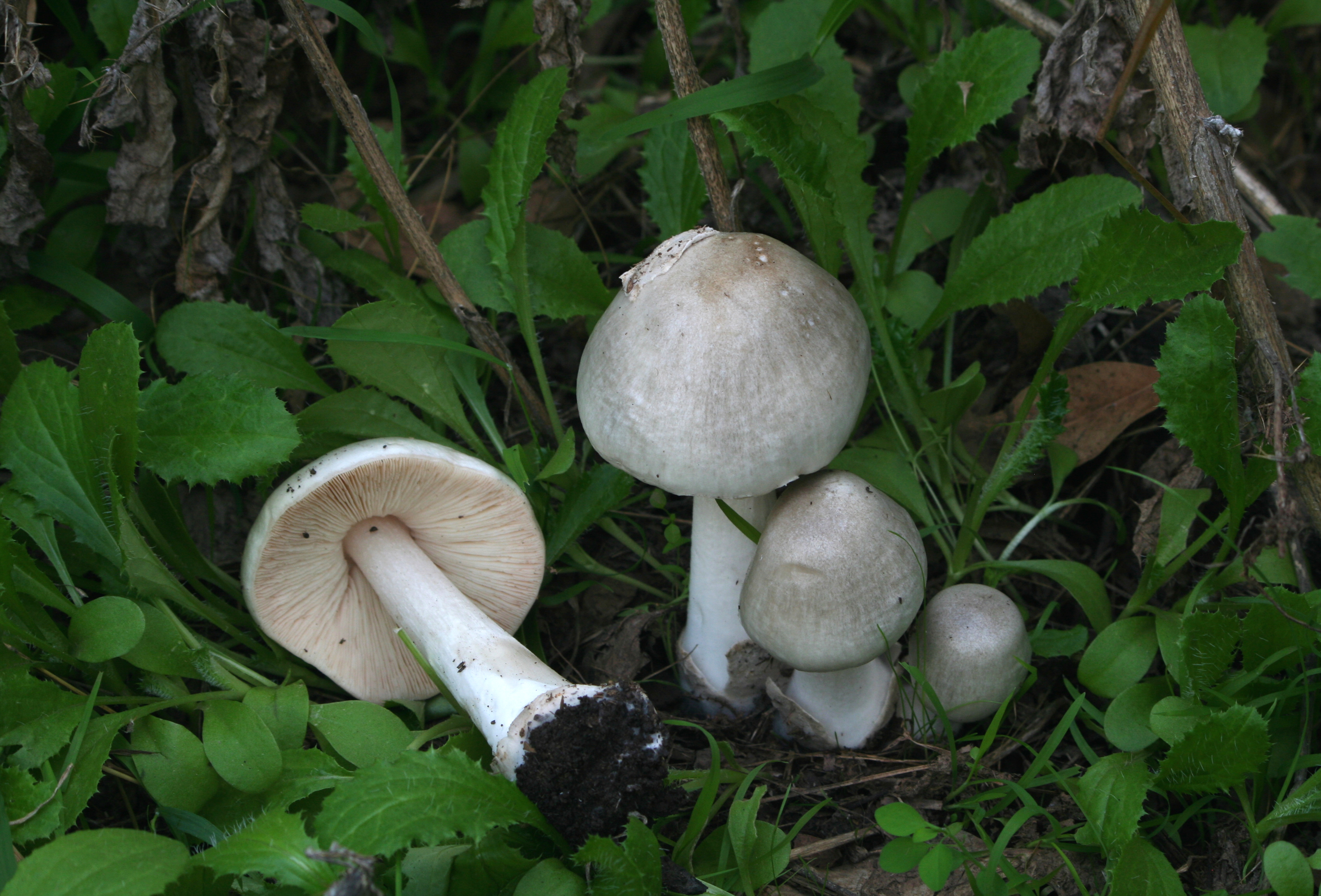
2013-11-15 Volvariella gloiocephala

## Valorificare
Păstrăvul sălcilor este ingerat crud sau uscat toxic, conținând psilocibină și psilocină, provocând de acea efecte mai ușoare psihedelice care provoacă imprudentului care le consumă o deformare rapidă a senzațiilor spațio-temporale. Dacă însă este consumat în doze mari, pot apărea simptome ca de exemplu midriază, creșterea alurii ventriculare, hipotensiune, tahicardie, tremor, greață și vomit. Psilocina este forma activă la nivelul sistemului nervos central și la doze egale este mult mai potentă decât psilocibina. Cele doua substanțe fac parte din clasa derivaților de triptofan. Psilocibina (4-fosforil-N2-N-dimetiltriptamină) este compusă din 50,7% carbon, 6% hidrogen, 9,9% azot, 22,5% oxigen și 10,9% fosfor; formula moleculară este C12H17N2O4P. Psilocina, analogul 4-hidroxil al psilocibinei (4-hidroxil-N2-N-dimetiltriptamină), are formula moleculară C11H16N2O și este obținută prin defosforare metabolică. Psilocina este forma activă la nivelul sistemului nervos central și la doze egale este mult mai potentă decât psilocibina.
Cantitatea psilocibinei în păstrăvul de salcie fluctuează puternic și se situează în limita de 0,1-0,8% din substanța uscată. Psilocina este conținută doar într-o concentrație minimă de 0,01-0,05%.
Fiert sau bine prăjit este comestibil ca și celelalte soiuri ale acestui gen, dar este de valoare culinară mai scăzută. El însă poate fi folosit, fiind găsit cam des, împreună cu alte ciuperci în mâncăruri, asemănător ciupercii cerbilor.

## Bibiliografie
- Bruno Cetto: „I funghi dal vero”, vol. 1-7, Editura Arte Grafiche Saturnia, Trento 1976-1993 (pentru cercetarea în total)
- Marcel Bon: „Pareys Buch der Pilze”, Editura Kosmos, Halberstadt 2012, ISBN 978-3-440-13447-4
- Rose Marie Dähncke: „1200 Pilze in Farbfotos”, Editura AT Verlag, Aarau 2004, ISBN 3-8289-1619-8
- Ewald Gerhard: „Der große BLV Pilzführer“ (cu 1200 de specii descrise și 1000 fotografii), Editura BLV Buchverlag GmbH & Co. KG, ediția a 9-a, München 2018, ISBN 978-3-8354-1839-4
- Andreas Gminder: „Handbuch für Pilzsammler - 340 Arten Mitteleuropas sicher bestimmen“, Editura Kosmos, Stuttgart 2008, ISBN 978-3-440-11472-8
- Jürgen Guthmann: „Heilende Pilze: Die wichtigsten Arten der Welt im Porträt”, Editura Quelle und Meyer, Wiebelsheim 2020
- Jean-Louis Lamaison & Jean-Marie Polese: „Der große Pilzatlas“, Editura Tandem Verlag GmbH, Potsdam 2012, p. 68-69, ISBN 978-3-8427-0483-1
- J. E. și M. Lange: „BLV Bestimmungsbuch - Pilze”, Editura BLV Verlagsgesellschaft, München, Berna Viena 1977, p. 106-107, ISBN 3-405-11568-2
- Till E. Lohmeyer & Ute Künkele: „Pilze – bestimmen und sammeln”, Editura Parragon Books Ltd., Bath 2014, p. 136, ISBN 978-1-4454-8404-4
- Meinhard Michael Moser: „Röhrlinge und Blätterpilze - Kleine Kryptogamenflora Mitteleuropas”, ediția a 5-ea, vol. 2, Editura Gustav Fischer, Stuttgart 1983